# Центр політико-правових реформ
Центр політико-правових реформ (ЦППР) — аналітичний центр, неурядова неприбуткова організація, створена у 1996 році для сприяння проведення реформ у політичній та правовій сферах з метою утвердження в Україні верховенства права та належного урядування.
Організація є учасницею коаліції Реанімаційний пакет реформ.

## Діяльність
Місією ЦППР є сприяння інституційній організації України як відповідальної перед громадянином держави, основною метою діяльності якої є забезпечення прав людини.
ЦППР не є класичною правозахисною організацією, однак саме цінність прав людини визначає сутність і мету діяльності організації. Посттоталітарний та постколоніальний стан України супроводжується патерналізмом громадян, відсутністю у влади традиції керуватися правом, що до сих пір не дозволяє усунути постійно присутню загрозу повернення до свавілля владної машини, обмеження свобод, нехтування правами людини попри їх декларування у Конституції. Гальмує розвиток суспільства корупція, яка набула ганебних розмахів і не може бути зменшена лише шляхом реагування правоохоронних органів на її окремі випадки.
На переконання ЦППР, єдине, що може забезпечити вихід нашого суспільства із такого стану, є проведення справжніх системних реформ, які забезпечать утвердження демократичних інституцій в Україні.
Європейське майбутнє України є постулатом для ЦППР. Відповідно до Копенгагенських критеріїв держава, яка прагне стати частиною європейської політичної спільноти, повинна забезпечити стабільність установ, які гарантують демократію, верховенство права, дотримання прав людини та захист прав меншин.
Відтак ЦППР розробляє та сприяє впровадженню здатних забезпечити демократію та верховенство права реформ у таких напрямках:
- Конституційний лад
- Публічна адміністрація
- Судівництво
- Кримінальна юстиція

Наскрізними для цих напрямків діяльності є питання:
- Прав людини
- Протидії корупції
- Європейської інтеграції

В рамках кожного із вказаних напрямів здійснюються такі форми роботи:
- Розроблення державної політики у певній сфері публічно-правових відносин та сприяння її належного впровадження, що включає в себе: виявлення проблем державно-правового розвитку; дослідження стану проблеми, аналітичне прогнозування; розробку концепцій реформ; розробку проєктів законів та інших нормативно-правових актів; участь у робочих групах, комісіях з розробки законопроєкту; правова експертиза законопроєктів, ініціювання громадських кампаній з підтримки прийняття певних рішень; моніторинг реалізації прийнятих законів;

- Наукова і консультативна діяльність з метою теоретичного обґрунтування пропонованих змін та донесення правових позицій до суб'єктів прийняття рішень, яка полягає у: написанні науково-практичних коментарів, практичних посібників, підручників, монографій, інших наукових публікацій; сприянні здійсненню перекладів та опублікування визначних праць західної правової думки, а також зарубіжних джерел законодавства; наданні правових позицій на запити суддів Конституційного Суду України; підготовці експертних висновків на запити міністерств, інших органів державної влади щодо розроблюваних ними рішень;

- Освітня робота з метою мобілізації політиків, громадськості для вирішення спільних проблем або з метою проведення навчань для конкретних цільових аудиторій, а саме: проведення конференцій, семінарів, круглих столів з певної проблематики; проведення прес-конференцій, участь у програмах з відповідної тематики у мас-медіа; аналітична публіцистика; проведення тренінгів з конкретних питань прикладного характеру (наприклад, створення та функціонування центрів надання адміністративних послуг, з питань судового процесу, електронного документообігу в органах державної влади тощо); написання і розповсюдження серед громадян брошур, інших матеріалів щодо механізмів відстоювання своїх прав у суді, у відносинах із чиновниками тощо;

- Моніторинг діяльності органів влади на предмет дотримання Конституції та законів України, зобов'язань щодо євроінтеграції, що охоплює таку роботу: постійний моніторинг діяльності політичних органів державної влади у правовому секторі; моніторинг виконання плану дій з підписання угоди про асоціацію з ЄС, моніторинг рішень судів (Конституційного, Верховного та Вищого адміністративного — постійно, інших судів — в обсязі, необхідному для виконання конкретних завдань); моніторинг розвитку публічного права; підготовка та оприлюднення моніторингових звітів; надання коментарів для ЗМІ із правовою оцінкою політичних рішень та інших подій.

Досвід ЦППР може бути корисним не лише для України. Так, наприклад, напрацювання ЦППР у сфері адміністративної юстиції та адміністративних проступків були розцінені такими міжнародними організаціями як ОБСЄ/БДІПЛ та ПРООН як такі, що вартують того, аби бути поширеними на інші пострадянські країни. Таким чином експерти ЦППР були залучені до роботи над проєктами кодексу про адміністративне судочинство, кодексу адміністративних процедур та кодексу про адміністративні проступки у Казахстані та Киргизстані.
Головний офіс ЦППР знаходиться у Києві. У 2003 році було відкрито відділення ЦППР у Львові. Львівське відділення знаходиться за адресою: м. Львів, проїзд Крива Липа, 6.

## Команда
Засновником та Головою правління ЦППР є Ігор Коліушко. Провідними експертами Центру політико-правових реформ є Віктор Тимощук, Микола Хавронюк, Роман Куйбіда, Андрій Школик, Олександр Банчук та ін.

## Внесок у політико-правовий розвиток
Найважливішими можна назвати такі справи ЦППР:
- Участь у створенні і доопрацюванні Концепції адміністративної реформи в Україні. У 1998 році вона була затверджена Президентом України
- Розробка Закону про місцеві державні адміністрації. Верховна Рада прийняла його у 1999 році
- Участь у розробці Закону про Кабінет Міністрів України. З 1996 року експерти ЦППР лобіювали його прийняття. Вісім разів він ухвалювався Парламентом і ветувався Президентом. Лише у 2008 році цей закон був прийнятий (на жаль, у 2010 році він був суттєво зіпсований з політичних причин)
- Розробка у 2002 році проєкту закону «Про центральні органи виконавчої влади», а згодом — багаторічна адвокація його прийняття (зрештою, у 2011 році цей закон був ухвалений парламентом, проте зі змінами, які погіршили його якість)
- Багаторічне (1998—2002 рр.) лобіювання прозорості діяльності Верховної Ради України, зокрема — участь у наповненні сайту www.zakon.gov.ua законопроєктами, внесеними у парламент у той час, коли вони на сайті ВР ще не були доступні
- Розробка концепції створення адміністративних судів в Україні та Кодексу адміністративного судочинства, ухваленого Верховною Радою 2005 року
- Підготовка проєкту закону «Про доступ до судових рішень», який у 2005 році був прийнятий парламентом і на основі якого зараз працює Єдиний державний реєстр судових рішень
- Розробка Концепції судової реформи та проєкту закону «Про судоустрій та статус суддів», який був прийнятий парламентом у 2010 році, однак у видозміненій версії, що в цілому негативно відобразилося на якості цього закону
- Підготовка проєкту закону «Про доступ до публічної інформації», внесеного до Верховної Ради у 2008 році. Законопроєкт був прийнятий як закон у 2011 році після тривалої громадської компанії на його підтримку журналістів та громадських організацій
- Розробка теорії адміністративних послуг та підготовка проєкту Концепції реформування системи адміністративних послуг (ухвалено урядом у 2006 році), сприяння створенню пілотних Центрів надання адміністративних послуг у ряді міст України та активна участь у підготовці проєкту Закону «Про адміністративні послуги», який ухвалено у 2012 році
- Активна участь у підготовці проєкту Адміністративно-процедурного кодексу, який з 2008 року чекає свого прийняття. У 2012 році проєкт кодексу вчергове направлений у Верховну Раду за рішенням Кабінету Міністрів України.
- Підготовка і обґрунтування реформи інституту адміністративної відповідальності, а також проєкту Кодексу про адміністративні проступки.
- Участь у розробці концепцій та пакету законопроєктів про адміністративно-територіальну реформу (2008—2009 рр.).
- Активна участь у розробці нового Кримінального процесуального кодексу України і проєктів законів «Про безоплатну правову допомогу», прийнятих у 2012 році.
- Підготовка Зеленої та Білої книг української конституційної реформи, які містять відповідно перелік проблем Основного Закону та пропозиції щодо їх вирішення.
- Активна участь у вдосконаленні законодавства про свободу мирних зібрань та свободу асоціацій, зокрема, проєктів законів про громадські об'єднання (прийнятий у 2012 році) і про свободу мирних зібрань (перебуває на розгляді в парламенті)

## Основні видання ЦППР
- Роман Куйбіда, Оксана Сироїд. Посібник із написання судових рішень [Архівовано 10 вересня 2014 у Wayback Machine.]
- Статус органів публічного обвинувачення: міжнародні стандарти, зарубіжне законодавство і пропозиції щодо реформування в Україні  [Архівовано 7 серпня 2013 у Wayback Machine.] / За заг. редакцією О. А. Банчука. — К.: Атіка, 2012. — 264 с.
- Центри надання адміністративних послуг: створення та організація діяльності: Практичний посібник, Видання 2-ге, доповнене і доопрацьоване [Архівовано 7 серпня 2013 у Wayback Machine.] / За заг. ред. Віктора Тимощука. — Київ, СПД Москаленко О. М., 2011. — 432 с.
- Нова влада — виклики модернізації [Архівовано 4 березня 2016 у Wayback Machine.] — К.: «К. І.С.», 2011. — 260 с.
- Адміністративні послуги [Архівовано 19 жовтня 2016 у Wayback Machine.] Швейцарсько-український проект «Підтримка децентралізації в Україні — DESPRO» — ВікторТимощук. К.: ТОВ «Софія-А». — 2012. — 104 с.
- Розвиток адміністративної юстиції в країнах колишнього Радянського Союзу [Архівовано 7 серпня 2013 у Wayback Machine.], Куйбіда Р. О., Тимощук В. П.  2010
- Адміністративні акти: процедура прийняття та припинення дії [Архівовано 26 червня 2014 у Wayback Machine.] В.Тимощук/ 2010
- Центри надання адміністративних послуг: створення та організація діяльності: Практичний посібник За заг.ред. Тимощука В. П., 2010
- Кодекс адміністративного судочинства України: науково-практичний коментар / За заг. ред. Р. О. Куйбіди, 2009
- Корупційні ризики надання адміністративних послуг та контрольно-наглядової діяльності в Україні Центр політико-правових реформ, Фонд «Демократичні ініціативи», 2009
- Основи адміністративного судочинства в Україні: навч. посіб. для юр. факультетів та юр. клінік / За заг. редакцією Александрової Н. В., Куйбіди Р. О., 2009
- Проблеми теорії та практики інспекційної діяльності публічної адміністрації в Україні / Автор-упорядник О. А. Банчук., 2009
- Розвиток публічного права в Україні (доповідь за 2007—2008 роки) // за заг. ред. Н. В. Александрової, І. Б. Коліушка., 2009; Доповідь за 2005 — 2006 роки; Доповідь за 2003 — 2004 роки
- Банчук О. А. Публічне і приватне право: історія українських вчень і сучасність, 2008
- Прозорість влади — умова належного урядування (аналіз та рекомендації) / За загальною редакцією М.Демкової, 2008
- Адміністративне деліктне законодавство: Зарубіжний досвід та пропозиції реформування в Україні / Автор-упорядник О. А. Банчук, 2007
- Публічна служба. Зарубіжний досвід та пропозиції для України / За заг. ред. Тимощука В. П., Школика А. М., 2007
- Школик А. М. Порівняльне адміністративне право: Навч. посібник для юридичних факультетів та факультетів міжнародних відносин, 2007
- Основи адміністративного судочинства та адміністративного права / Навч. посібник / За заг. редакцією Куйбіди Р. О., Шишкіна В. І., 2006
- План дій з реформування системи органів виконавчої влади в Україні / авторський колектив ЦППР, 2006
- Legal reforms in Ukraine: Materials of the Centre for Political and Legal Reforms // Editorship by I.Koliushko, 2005
- Доступ до інформації та електронне урядування / Автори-упорядники М. С. Демкова, М. В. Фігель, 2004
- Куйбіда Р. О. Реформування правосуддя в Україні: стан і перспективи. Монографія, 2004
- Правова допомога: Зарубіжний досвід та пропозиції для України / Автори-упорядники О. А. Банчук, М. С. Демкова, 2004
- Адміністративна юстиція: європейський досвід і пропозиції для України / Автори-упорядники Коліушко І., Куйбіда Р., 2003
- Адміністративна процедура та адміністративні послуги. Зарубіжний досвід і пропозиції для України / Автор-упорядник В. П. Тимощук, 2003.
- Коліушко І. Б. Виконавча влада та проблеми адміністративної реформи в Україні, 2002
- Адміністративна реформа для людини. Науково-практичний нарис / За заг. ред. І. Б. Коліушка, 2001